# ZEVIS
ZEVIS ist das Zentrale Verkehrs-Informationssystem des deutschen Kraftfahrt-Bundesamtes. Es nahm am 15. Februar 1987 seinen Betrieb auf.
Über das IT-Verfahren ZEVIS können Daten aus dem Zentralen Fahrzeugregister (ZFZR), dem Fahreignungsregister (FAER), dem Zentralen Fahrerlaubnisregister (ZFER), dem Berufskraftfahrerqualifizierungsregister (BQR) und dem Fahrtenschreiberkartenregister (FKR) abgerufen werden.
Die Übermittlung von Daten an das zentrale Register ist über ZEVIS online im Dialog möglich (ausgenommen Fahreignungsregister (FAER)).

## Kraftfahrzeuge und Fahrzeughalter (Zentrales Fahrzeugregister (ZFZR))
In der Gruppe sind alle in Deutschland zugelassenen Kraftfahrzeuge mit ihrem amtlichen Kennzeichen, Anschrift des Halters, Fahrzeugart, Fahrzeughersteller, Bauart, Fahrgestellnummer bzw. FIN, Farbe, Erstzulassung usw. gespeichert.
Ferner findet ein automatisierter Abgleich mit dem Sachfahndungsbestand statt.
Außerdem sind alle Personen verzeichnet, auf die halterrelevant (zu einem wählbaren Zeitpunkt) ein Kfz zugelassen worden ist oder war. Behördenfahrzeuge, die von Dienststellen mit besonders sensiblen Aufgaben verwendet werden (z. B. Bundesnachrichtendienst) haben zudem eine verborgene oder gar eine legendierte Haltereigenschaft. Im ersten Fall ist die wahre Dienststelle nur von der vorgeblichen Dienststelle in Erfahrung zu bringen. Im zweiten Fall ist die wahre Identität nur durch eine begründete schriftliche – behördliche – Anfrage beim Kraftfahrtbundesamt in Flensburg-Mürwik zu erfahren (INPOL ist hierfür gesperrt).

## Entziehungen der Fahrerlaubnisse und Führerscheinsperren (Fahreignungsregister (FAER))
In der Gruppe sind Personen registriert, denen die Fahrerlaubnis entzogen worden ist oder die für einen Erwerb einer Fahrerlaubnis gesperrt sind. Außerdem sind die Behörde, das Aktenzeichen, der Beginn und das Ende gespeichert.

## Zentrales Fahrerlaubnisregister (ZFER)
In dieser Gruppe sind alle Inhaber mit einer seit 1. Januar 1999 ausgestellten deutschen Führerschein und die dazugehörige Fahrerlaubnis mit den einheitlich EU-Fahrerlaubnisklassen (A – E) und den nationalen Klassen (M, L, S und T (bis 19. Januar 2013) bzw. L und T (ab 19. Januar 2013) erfasst. Bei Fahranfängern ist außerdem die Probezeit gespeichert.
Außerdem sind die Fahrerlaubnisse zur Fahrgastbeförderung, Dienstfahrerlaubnisse von Polizei, Bundespolizei und Bundeswehr, Fahrlehrerlaubnisse und Dienstfahrlehrerlaubnisse von Fahrlehrerinnen und Fahrlehrern, Berechtigungen von Kraftfahrsachverständigen, Prüferinnen und Prüfern sowie Prüfingenieurinnen und Prüfingenieuren gespeichert.
Die Datenmeldung der Fahrerlaubnisbehörde an das KBA erfolgt nach der Erteilung der Fahrerlaubnis. Die Anschrift wird nicht im ZFER gespeichert.
Führerscheine mit Ausstellungsdatum vor dem 1. Januar 1999 sind nur im örtlichen Fahrerlaubnisregister bei den zuständigen Führerscheinstellen erfasst, nicht im ZFER. Beim verpflichtenden Umtausch werden auch diese Führerscheine im ZFER erfasst.

## Zugriff
Auf das System haben die Straßenverkehrsbehörden (lesend und schreibend), die Zolldienststellen (via INPOL, lesend und schreibend) und die Polizeidienststellen (via INPOL, lesend und schreibend) einen automatisierten Zugriff.
Eine Benutzung bzw. die Weitergabe der Daten ist nur bei Vorlage eines besonderen Grunds vorgesehen. Der primäre Zweck ist die Verfolgung von Straftaten und Verkehrsordnungswidrigkeiten, Gefahrenabwehr, Verwaltungsmaßnahmen und Verkehrskontrollen.
Über das EUCARIS-System kann auch auf das ZEVIS zugegriffen werden (ausgenommen auf das Fahreignungsregister).
Der Umfang des Zugriffs hängt von den zugeteilten Berechtigungen ab.

## Gebühren
Für jede Neuzulassung oder Änderung (Um-/Abmeldung) von KFZ bei den Kfz-Zulassungsstellen ist eine Gebühr an das KBA für die Neuanlage/Änderung des ZEVIS-Datensatzes abzuführen. Diese wird an den Antragsteller weitergegeben (KBA-Gebühr gem. Gebührenordnung für Maßnahmen im Straßenverkehr).

## Rechtsgrundlage
Rechtsgrundlage ist das Gesetz über die Errichtung eines Kraftfahrt-Bundesamtes vom 4. August 1951 (BGBl. I S. 488).
Abrufe, Übermittlungen und Errichtung des Fahrzeugregisters sind in §§ 30a bis 47 StVG geregelt.